# Mount Vito
Mount Vito ist ein 1810 m hoher und unvereister Berg im westantarktischen Marie-Byrd-Land. In den Horlick Mountains ragt er in der westlichen Wisconsin Range 3 km nordöstlich des Mount Frontz an der Ostflanke des Reedy-Gletschers auf.
Der United States Geological Survey kartierte ihn anhand eigener Vermessungen und mithilfe von Luftaufnahmen der United States Navy aus den Jahren von 1960 bis 1964. Das Advisory Committee on Antarctic Names benannte ihn 1967 nach John Vito, Elektrotechniker auf der Byrd-Station im antarktischen Winter 1961.